# Кулягаш
Кулягаш (тат. Көләгәш) — крупнейшее водно-болотное угодье Татарстана (Россия). Оно состоит из болота Кулягаш и нескольких озёр. Расположено в междуречье рек Белой и Ик, в Актанышском районе на востоке Татарстана, на границе с Башкортостаном. Площадь водно-болотных угодий оценивается в 22 тысячи гектар. Кулягаш простирается с запада на восток на 18 км, с севера на юг на 10 км. Наиболее крупными озёрами в болотистой местности являются Кулягаш (давшее название всему массиву), Атыр, Киндер-Куль, Азыбеевское и Сюляле-Куль. На некоторых островах в болотистой местности произрастает лес.

## Экология
С 1978 года началось заполнение Нижнекамского водохранилища, которое сейчас заполнено до отметки 62 метра над уровнем моря. Планируется его заполнить до 68 м, следствием чего станет полностью затопленное болото Кулягаш.
Водно-болотные угодья сформированы изгибами рек Ик и Белая. Несколько видов растений, таких, как подбел, Scheuchzeria palustrus, Oxicoccus palustrus, Eriophoeum vaginatum, Salix myrtilloides, занесены в местную Красную книгу. Также к редким растениям произрастающим здесь относятся кувшинка белая, бузульник сибирский, наяда морская, Nuphar pumila, Leersia oryzoides, Calamagrostis neglecta, C.phragmitoides и Betula humilis. Кулягаш предлагается включить в список Рамсарской конвенции о водно-болотных угодьях международного значения России.
В 2001 году администрация района предложила создать на основе болота Кулягаш заказник, а в 2004 году министерство экологии и природных ресурсов Татарстана занялось организацией заказника. Однако в 2008 году было решено продолжить заполнение Нижнекамского водохранилища.

## Экономика
Площадь болота покрытая торфом 4897 га. Средняя толщина торфа составляет 1,32 м (максимум 4,5 м), общий объём торфа 36624000 м³.

## История
Археологические раскопки свидетельствуют о поселениях людей в этой местности в бронзовом веке. До XIV века территория была заселена финно-угорскими народами, а позже здесь поселились волжские булгары и другие тюркские народы. С конца XVI века на равнине поселились марийцы и русские. В XIX веке в северной части водно-болотного угодья был основан посёлок Дербешкинский. В посёлке находились верфи для постройки речных кораблей, до того как посёлок, а также несколько близлежащих деревень были затоплены в 1980-е водохранилищем.